# Enrique Ruiz Escudero
Enrique Ruiz Escudero (Madrid, 24 de diciembre de 1967) es un médico y político español, diputado de la viii y ix legislaturas de la Asamblea de Madrid, consejero de Sanidad de la Comunidad de Madrid desde 2017.
Durante el punto álgido de la crisis de la pandemia de COVID-19 en la Comunidad de Madrid (de mediados de marzo a mediados de abril aproximadamente), la administración regional llevó a cabo un proceso de triaje que negaba el traslado a la red de hospitales públicos de personas mayores en condiciones extremas desde las residencias de ancianos, pero que sin embargo permitía el traslado de personas enfermas en posesión de un seguro de salud privado, a pesar de que Escudero como consejero de salud regional había asumido el mando del sistema de salud privado el 12 de marzo. El 1 de junio de 2020, Alberto Reyero (de Ciudadanos), el consejero responsable de las residencias de mayores en plena crisis sanitaria, declaró haber pedido hasta tres veces a la Consejería de Sanidad (dirigida por Escudero) que permitiera el traslado de personas mayores a hospitales (22 y 31 de marzo, 11 de abril), sin éxito.

## Biografía

### Primeros años
Nació el 24 de diciembre de 1967 en Madrid, es hijo del ginecólogo y político Carlos Ruiz Soto, fundador de Alianza Popular y fundador del Partido Demócrata Español (PADE). Se licenció en Medicina y Cirugía en la Universidad Complutense de Madrid (UCM). Es médico de profesión, colegiado como pediatra.

### PADE
Ruiz Escudero, militante del Partido Popular (PP) que fue expulsado del partido durante el mandato como alcalde de Pozuelo de Alarcón de José Martín Crespo, se presentó como candidato dentro de las listas del Partido Demócrata Español (PADE), un partido conservador, en las elecciones municipales en Pozuelo de Alarcón de 1999 y de 2003. También fue el cabeza de lista del PADE en las elecciones al Parlamento Europeo de 2004.

### Vuelta al PP
Ruiz Escudero, que se incorporó como independiente a la lista del PP liderada por Esperanza Aguirre para las elecciones a la Asamblea de Madrid de 2007, resultó elegido diputado autonómico de la viii legislatura de la cámara. El PADE se disolvería finalmente en mayo de 2008.
Reelegido diputado en las elecciones a la Asamblea de Madrid de 2011 en la lista del PP.
En abril de 2013 fue nombrado Viceconsejero de Medio Ambiente y Ordenación del Territorio de la Comunidad de Madrid, pasando en julio de 2015 a ocupar el cargo Viceconsejero de Presidencia y Justicia, hasta septiembre de 2017.
Elegido presidente de la organización local del PP de Pozuelo de Alarcón en septiembre de 2017, también ese mes, con la salida de Jesús Sánchez Martos de la consejería de Sanidad de la Comunidad de Madrid tras ser reprobado por la Asamblea de Madrid, se convirtió en el nuevo consejero de Sanidad.
Tras las elecciones a la Asamblea de Madrid de mayo de 2019 y la investidura de Isabel Díaz Ayuso como presidenta de la Comunidad de Madrid en agosto de 2019, Ruiz Escudero renovó el cargo de consejero de Sanidad del gobierno regional.